# بلدة مابل ريدج (مقاطعة الدلتا)
مابل ريدج، مقاطعة الدلتا (بالإنجليزية: Maple Ridge Township, Delta County, Michigan)‏ هي بلدة تقع بولاية ميشيغان في الولايات المتحدة. تبلغ مساحتها 280.3 (كم²)، وترتفع عن سطح البحر 284 م، بلغ عدد سكانها 808 نسمة في عام تعداد الولايات المتحدة 2000 حسب إحصاء مكتب تعداد الولايات المتحدة وتصل الكثافة السكانية فيها 2.9 نسمة/كم2.

## وصلات خارجية
- The US50 - Cities and Towns in Michigan State
- Michigan Cities and Towns, Facts, Map, Flag, Colleges, Government, and More